# Battlestations: Pacific
Battlestations: Pacific é um jogo eletrônico para PC e Xbox 360, híbrido de simulação, estratégia e ação.